# Kissi (peuple)
Pour les articles homonymes, voir Kissi.
Cet article possède un paronyme, voir Kissiens.

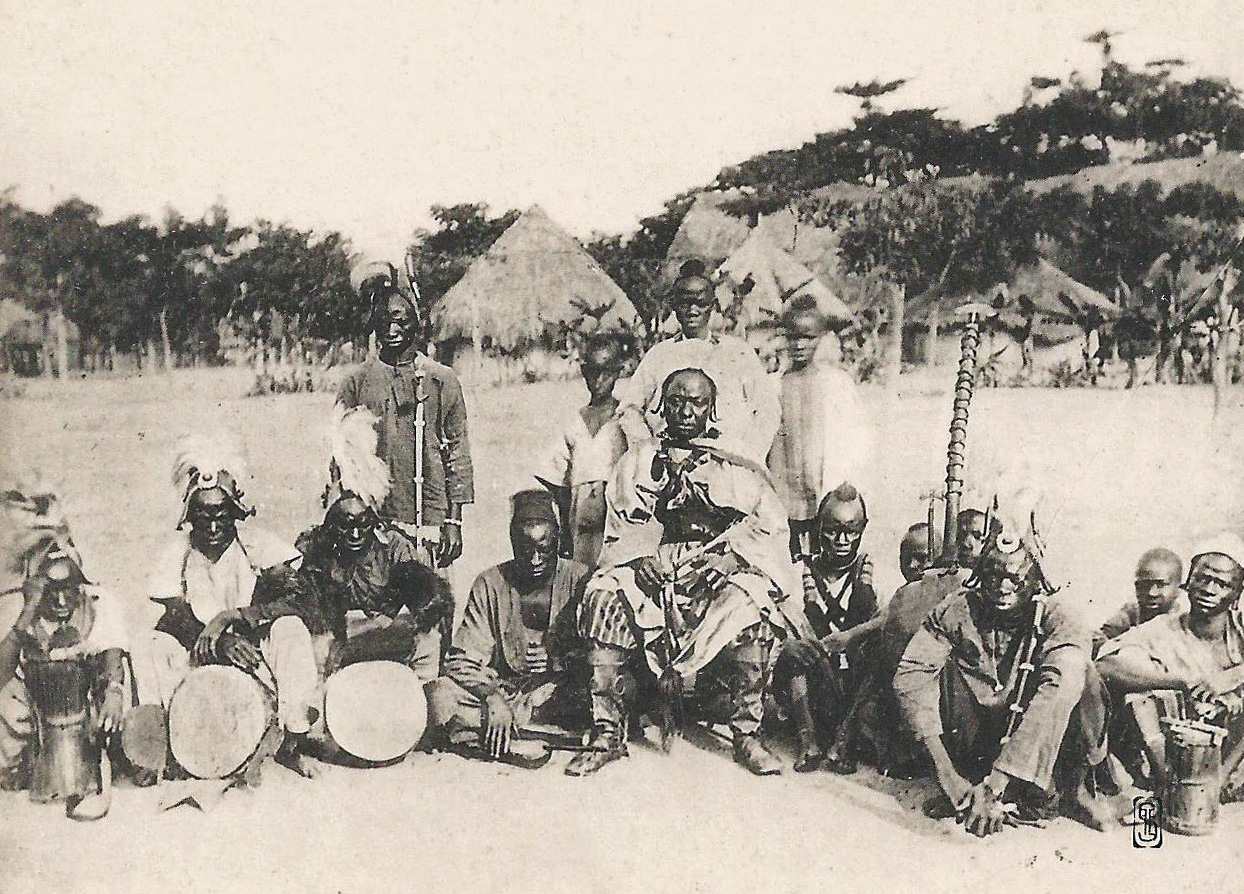
Orchestre d'un chef du pays de Kissi (Haute-Guinée, vers 1900).

Les Kissi sont une population d'Afrique de l'Ouest, vivant principalement en Guinée forestière, également en Sierra Leone et au Liberia.

## Histoire
Selon Les Peuples d'Afrique , la tradition Kissi considère qu'avant le XVIIe siècle, ils habitaient la région du Haut Niger. Ils auraient en réalité vécu au sud du Fouta-Djalon jusqu'à leur expulsion par les Dialonké. Après 1600, ils ont migré vers l'est, chassant les limba dans leurs marche, mais ils étaient constamment menacés par les kurankos.

### Résistance à la conquête française par Kissi Kaba Keita
En Guinée, le guerrier Kissi, Kissi Kaba Keita, parvint à unifier de nombreuses chefferies Kissi sous son règne et à résister à la conquête française pendant de nombreuses années. Avant les attaques françaises, il avait rallié les Kuranko de Morige et les Leles de Yombiro . À l'arrivée des Français en 1892, il dut laisser les chefs relativement autonomes de leurs régions respectives se défendre. En raison de la supériorité technologique des Français, Kissi Kaba recourut principalement à la guérilla, retardant ainsi leur conquête de son royaume. Pourtant, en 1893, il comprit que sa résistance échouerait et se soumit aux Français, qui le reconnurent comme chef du territoire Kissi du nord. Cependant, ses relations avec les Français se détériorèrent progressivement, les conduisant à nommer ses rivaux dans plusieurs de ses chefferies et finalement à son exécution à Siguiri

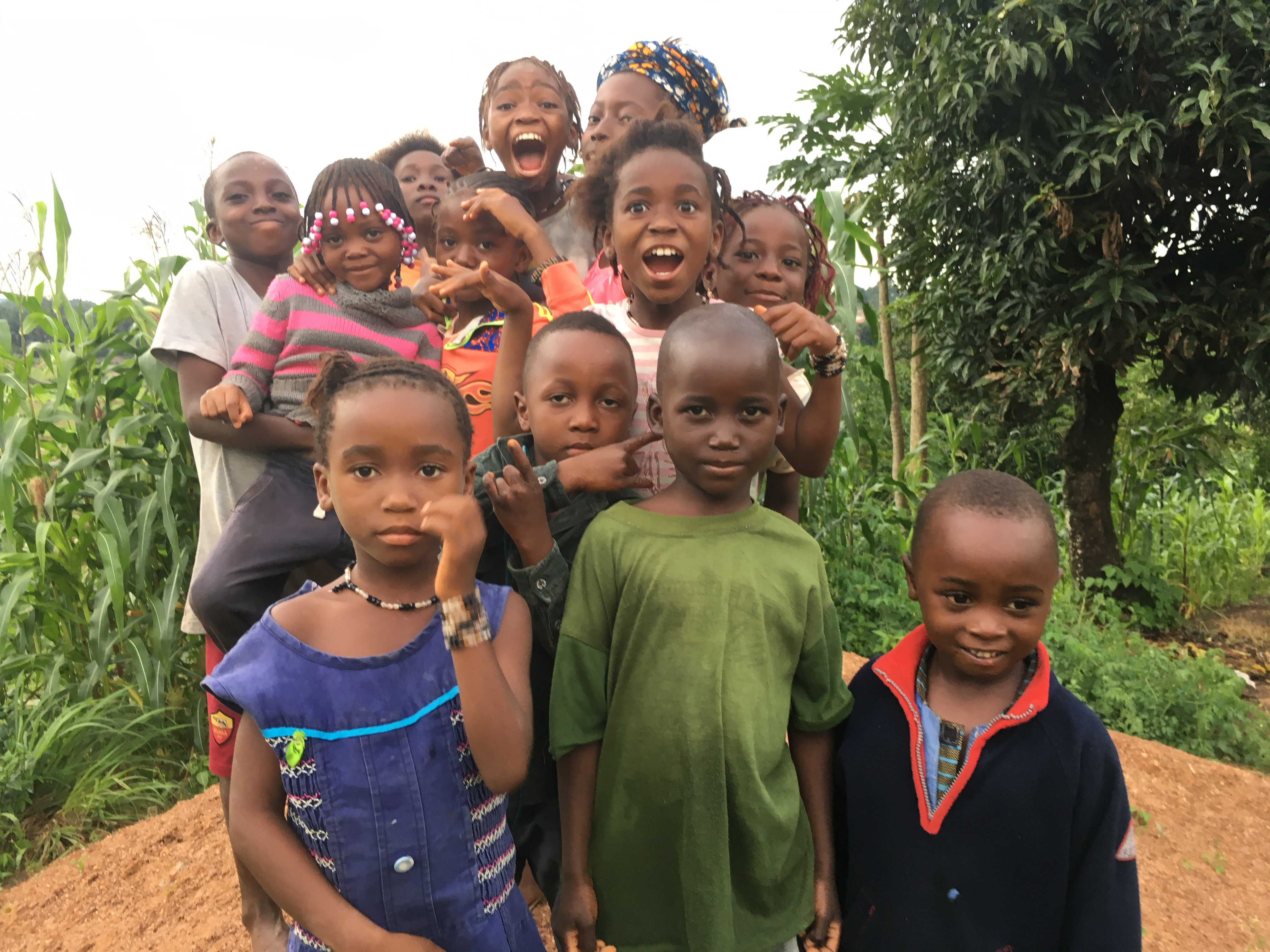
Kissi children in Kissidougou (2019)

## Population
Selon J. S. Olson, les Kissi sont plus de 525 000. La plupart sont chrétiens, ou animistes, ou ont des pratiques syncrétiques. Une minorité (9 % environ) est musulmane.
Ils parlent le kissi (kissi septentrional ou kissi méridional), une langue mel rattachée à la branche sud des langues atlantiques au sein de la grande famille des langues nigéro-congolaises.
Les estimations liées aux langues dénombrent 327 000 locuteurs pour le kissi septentrional (kqs), dont 287 000 pour la Guinée (1991) et 40 000 pour la Sierra Leone (1991), auxquels s'ajoutent les 200 000 locuteurs du kissi méridional (kss), dont 115 000 au Liberia (1995) et 85 000 en Sierra Leone (1995).

## Patronymes
Pour une meilleure connaissance individuelle de l’ethnie Kissi, le tableau patronymique ressort 79 noms. De ce contingent, il ne faut retenir seulement que 21 ancêtres éponymes, dont : Bongono, Dembadouno, Feindouno, Léno, Kamano, Komano, Koundouno, Millimouno, Mamadouno, Maano , Lélano ,Ouéndéno, Simbiano, Tinguiano,Tolno Tonguino, Yaradouno, Yifono (Iffono), Yombouno …
Les autres patronymes dérivent ces premiers, parfois une différence de phénomènes les marques , mais le Totèm demeure le même. Exemple : Mamadouno et Massandouno, Feindouno et Frangadouno
Certaines populations pour s’identifier ont préféré fonder les patronymes sur le nom de leur cité. Exemple : Koumassan=Koumassadouno, Kagbadou=Kagbadouno, Kombadou=Kombadouno, Mongo=Mongono,Temessadou=Temessadouno 
Patronymes Kissi.
| N° | NOMS           | N° | NOMS             | N° | NOMS           |
| 1  | Balladouno     | 29 | Kombadouno       | 59 | Sewadouno      |
| 2  | Bengoutiéno    | 30 | Komano           | 60 | Simbiano       |
| 3  | Bongono        | 31 | Kondano          | 61 | Somadouno      |
| 4  | Bolossiandouno | 32 | Kondiano         | 62 | Songbono       |
| 5  | Bouédouno      | 33 | Koniono          | 63 | Sossoadouno    |
| 6  | Bourouno       | 34 | Kotembèdouno     | 64 | Tagbino        |
| 7  | Bramadouno     | 35 | Koumassadouno    | 65 | Tambafeindouno |
| 8  | Dembadouno     | 36 | Koundouno        | 66 | Télliano       |
| 9  | Doufangadouno  | 37 | Kouténo          | 67 | Tèmèssadouno   |
| 10 | Dougbouno      | 38 | Lélano           | 68 | Teinguiano     |
| 11 | Fancinadouno   | 39 | Lèno             | 69 | Togbodouno     |
| 12 | Feindouno      | 40 | Malano           | 70 | Tolno          |
| 13 | Fouédouno      | 41 | Mamadouno        | 71 | Tonguino       |
| 14 | Frangadouno    | 42 | Mamboliano       | 72 | Toumandouno    |
| 15 | Fremessadouno  | 43 | Mandouno         | 73 | Toundoufédouno |
| 16 | Fouédouno      | 44 | Mano             | 74 | Wamouno        |
| 17 | Gbandélno      | 45 | Massandouno      | 75 | Woromandouno   |
| 18 | Iffono         | 46 | Millimouno       | 76 | Yaradouno      |
| 19 | Kadouno        | 47 | Mongono          | 77 | Yilandouno     |
| 20 | Kagbadouno     | 48 | Moundékéno       | 78 | Yokromeno      |
| 21 | Kamano         | 49 | Moussatèmbèdouno | 79 | Yombouno       |
| 22 | Kamadouno      | 50 | Oliano           | 80 | Tédouno        |
| 23 | Kambadouno     | 51 | Ouéndéno         |    |                |
| 24 | Kandawadouno   | 52 | Sandouno         |    |                |
| 25 | Kankodouno     | 53 | Saninkoundouno   |    |                |
| 26 | Kantambadouno  | 54 | Sayandouno       |    |                |
| 27 | Kassossodouno  | 55 | Sembèno          |    |                |
| 28 | Kikano         | 56 | Séssémadouno     |    |                |

## Économie
Durant la construction du chemin de fer Conakry-Niger (1898-1911), les ouvriers kissiens étaient très bien vus par l'administration : "Les Kissiens chez qui vont s'ouvrir les chantiers de Kankan-Beyla sont certainement les meilleurs travailleurs ; ils ont des idées d'épargne que ne connaissent pas les Soussous et encore moins les Bambaras et autres Soudanais".

## Culture
Parmi d'autres, le médecin colonial H. Néel, puis l'ethnologue Denise Paulme ont décrit des pierres sculptées anthropomorphes connues sous le nom de pomda (plur. de pomdo). Réalisées en stéatite ou en argile, enfouies dans le sol de longue date, elles sont considérées comme des figures d'ancêtres et sont déterrées par les Kissi pour être consultées lors d'un « interrogatoire ».

Figurines anthropomorphes au musée du quai Branly
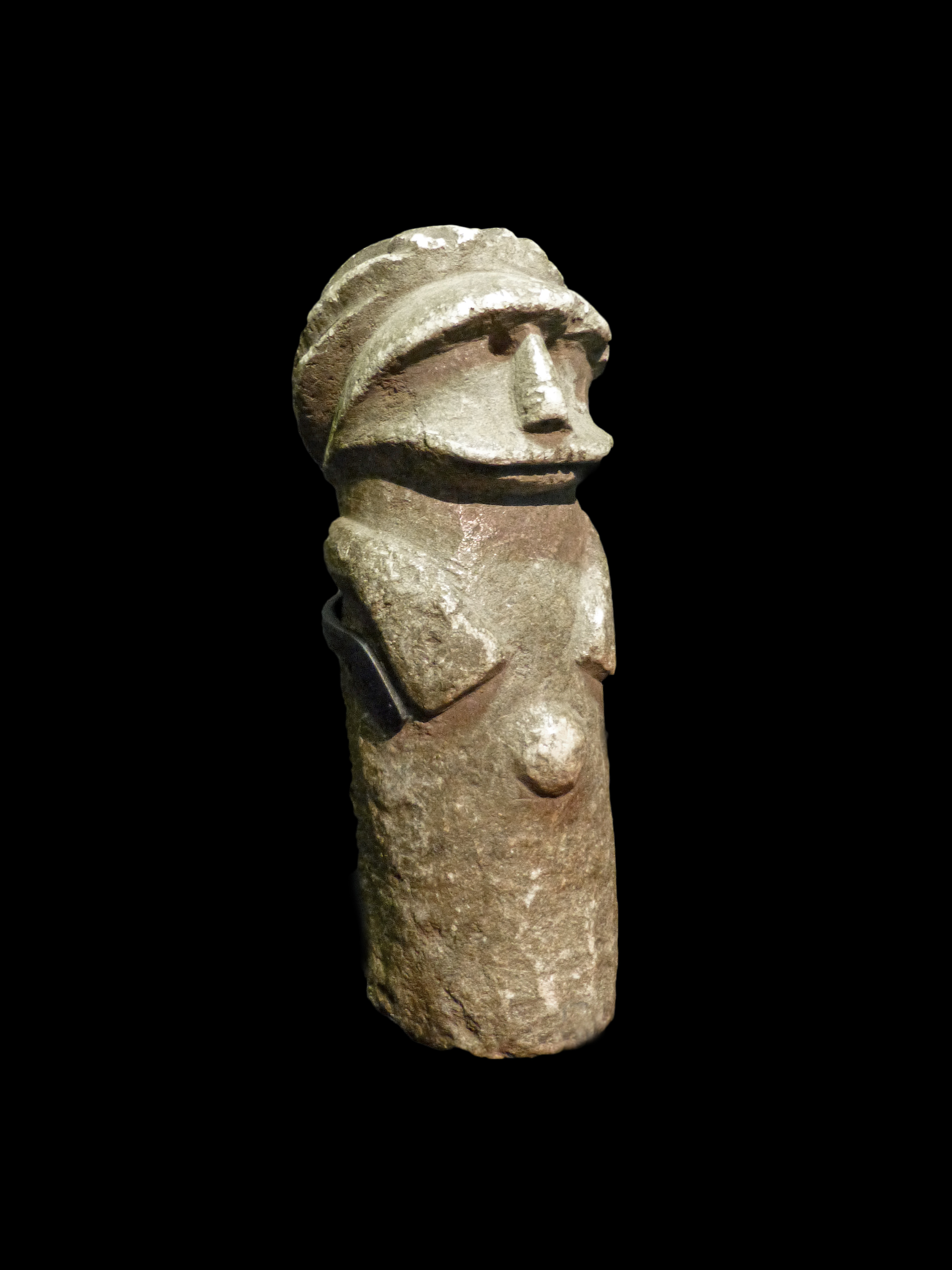
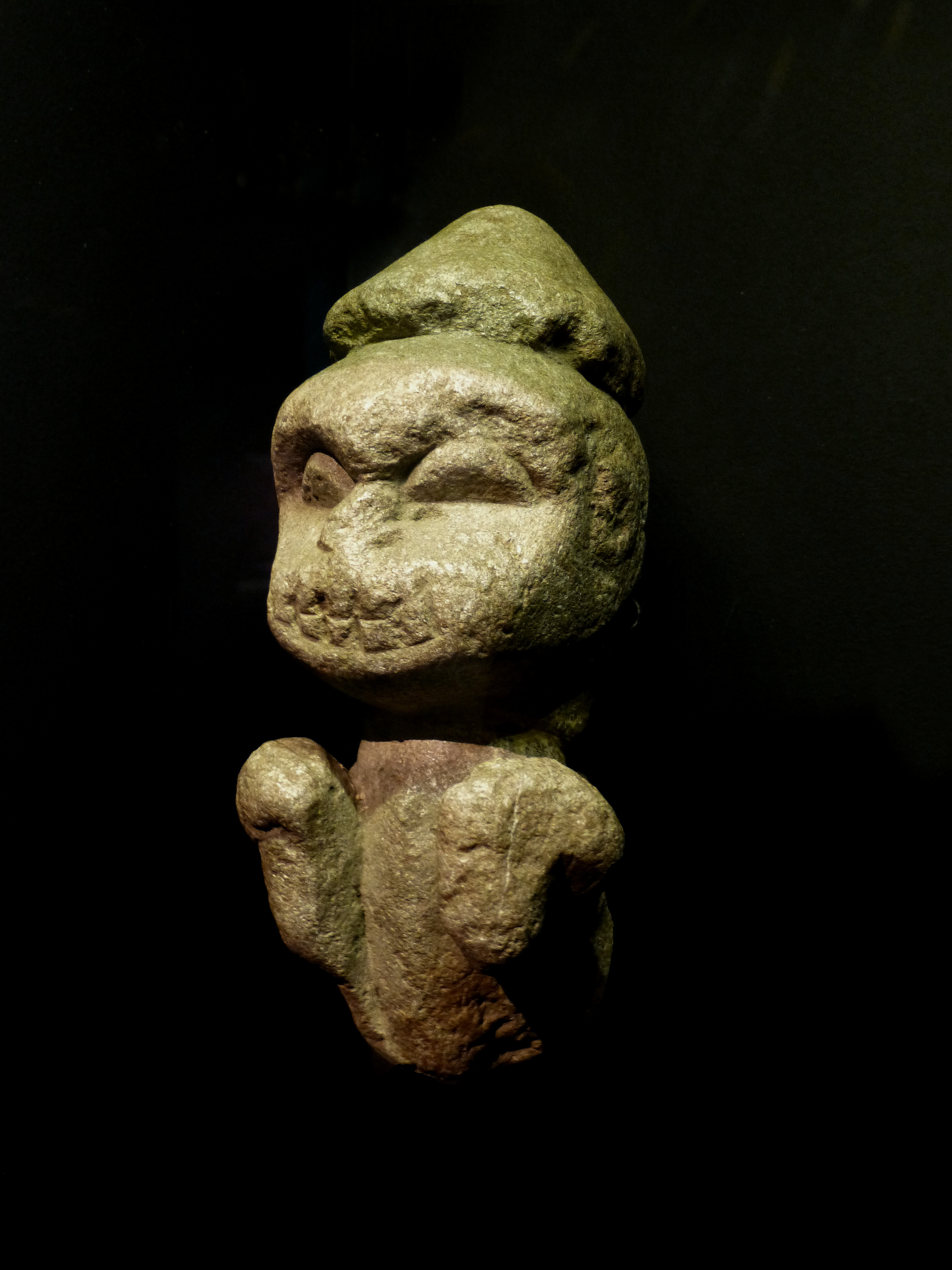
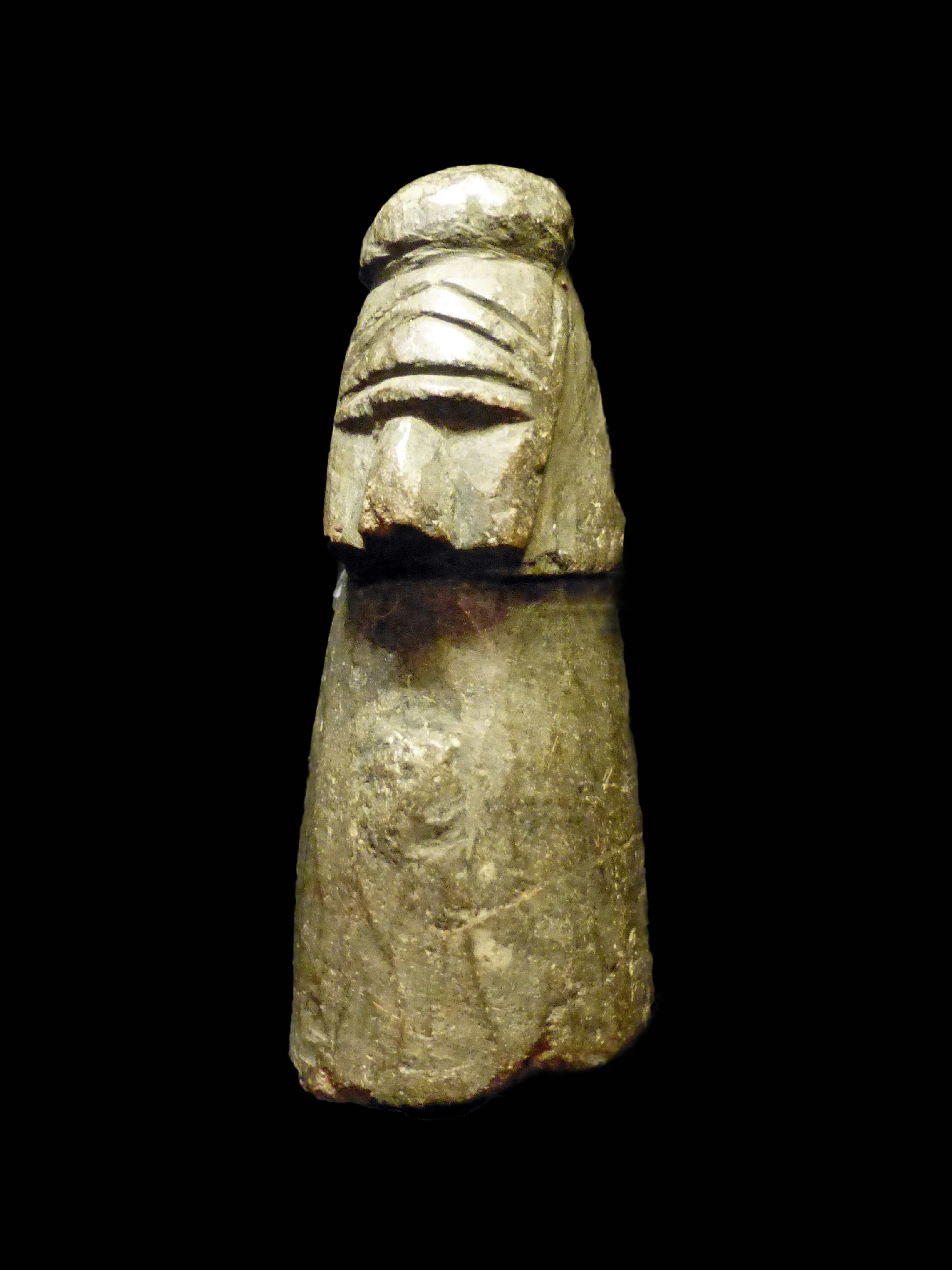
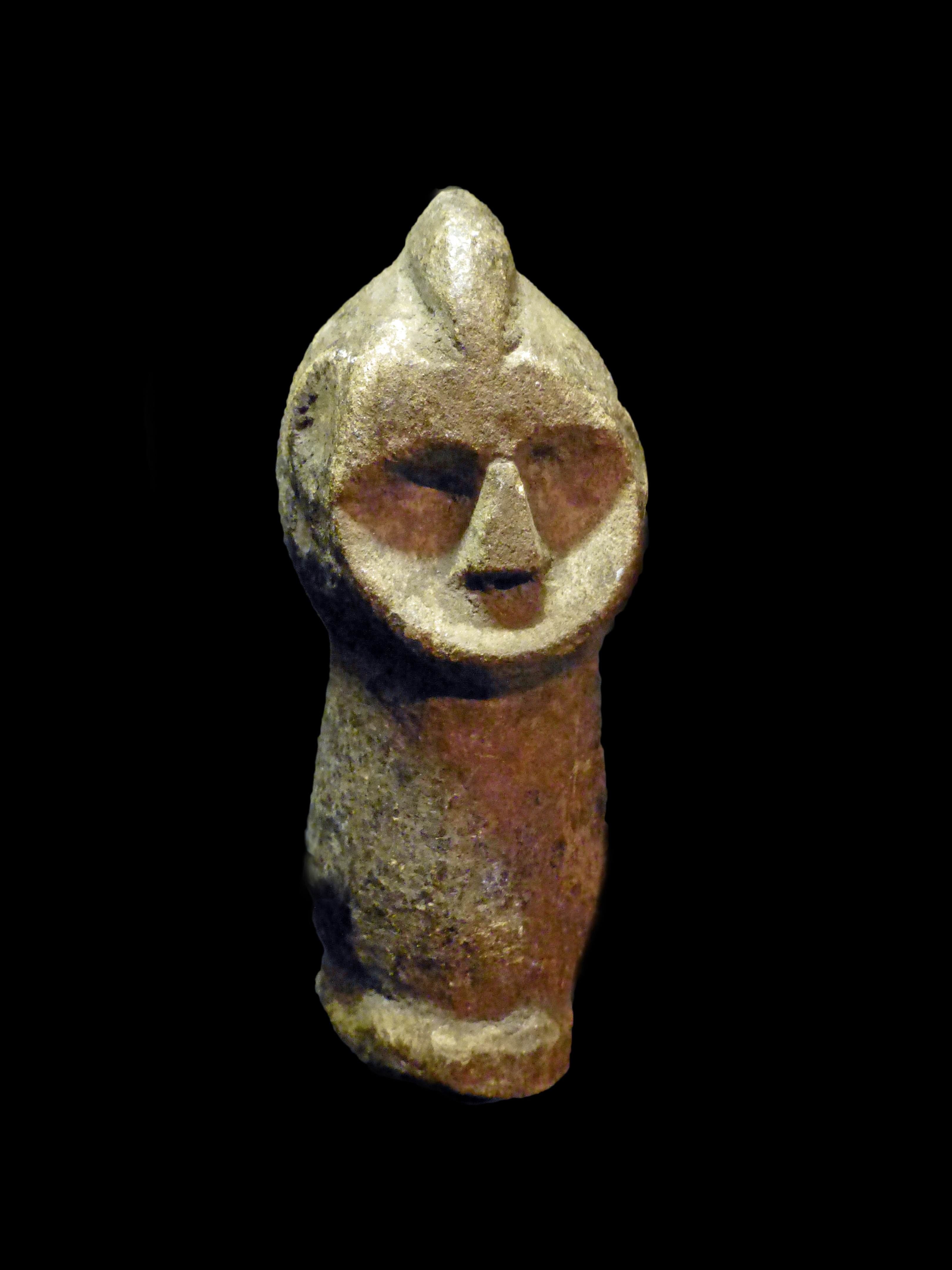
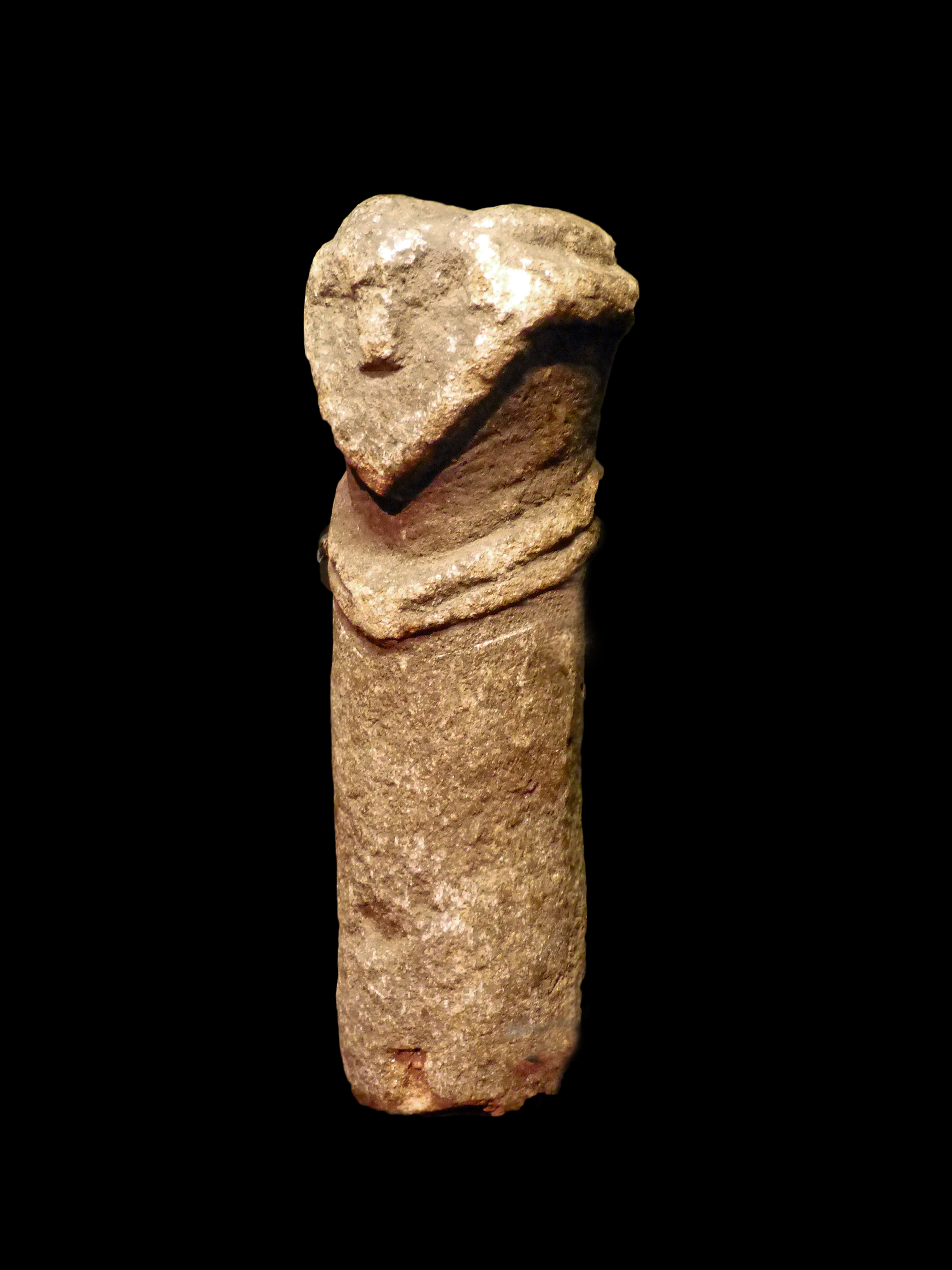
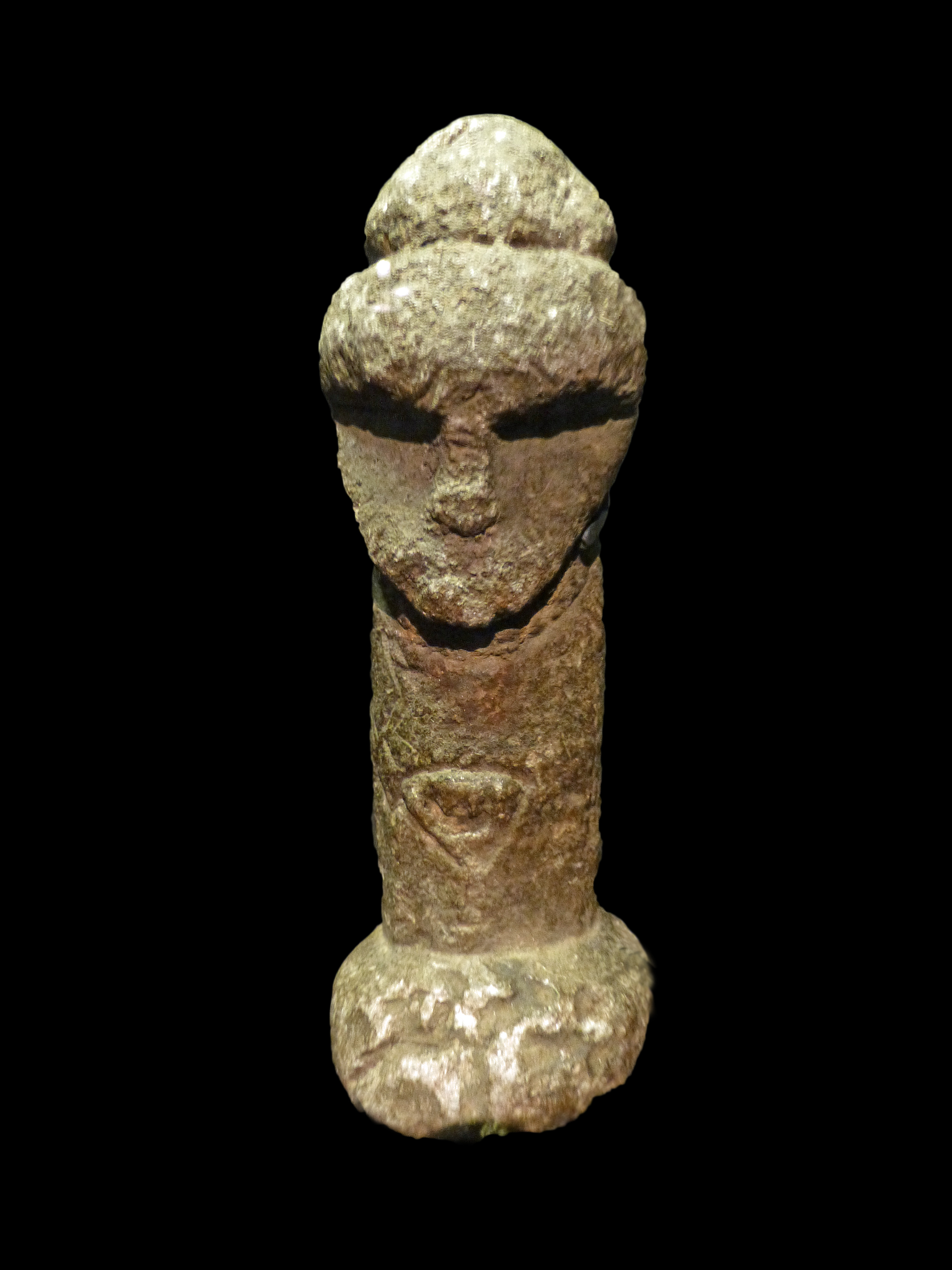
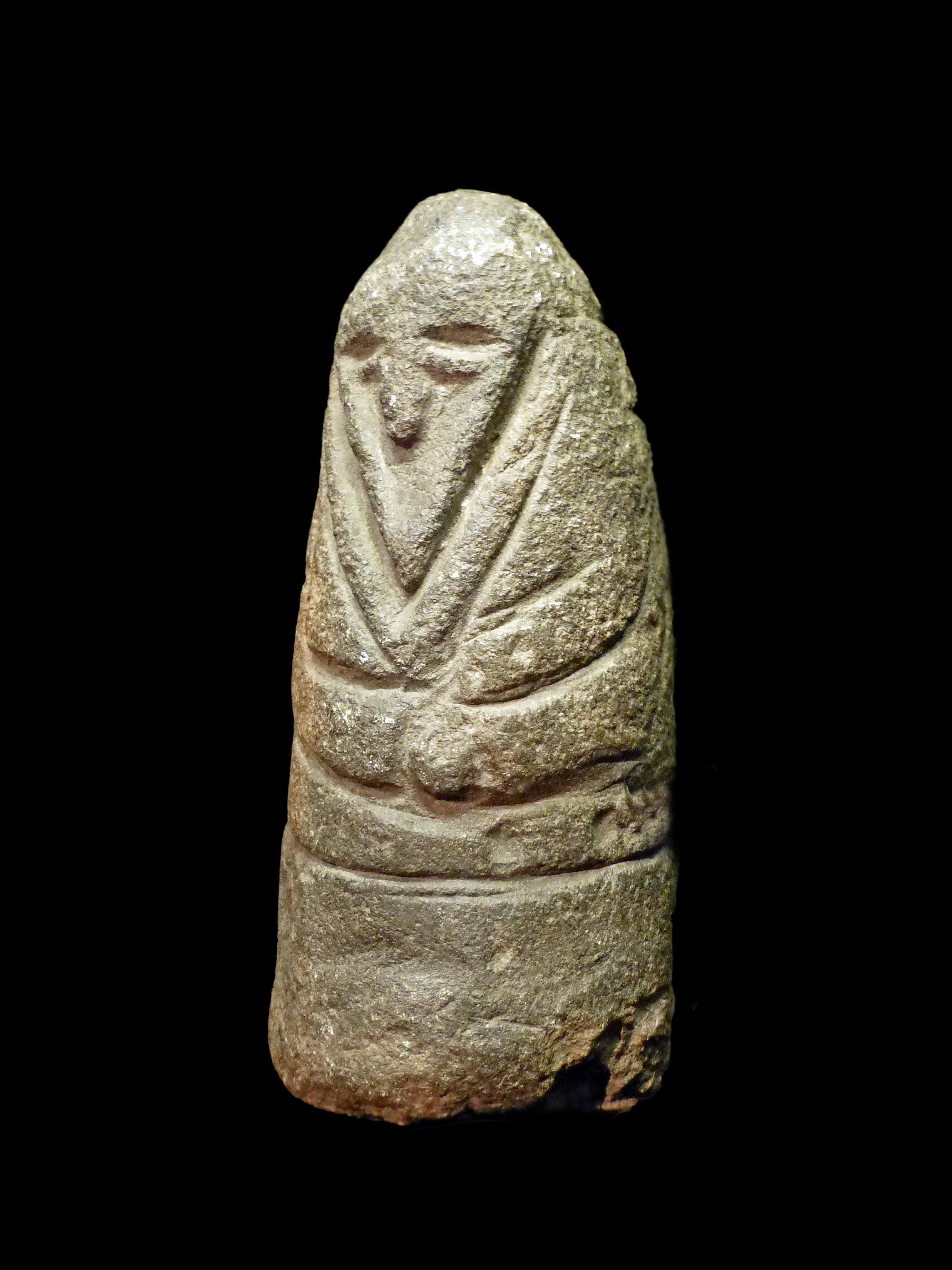